# 西浜村 (山梨県)
西浜村（にしはまむら）は山梨県南都留郡にあった村。現在の富士河口湖町西湖・長浜にあたる。

## 地理
- 山：毛無山、十二ヶ岳、金山、鬼ヶ岳、雪頭ヶ岳、鍵掛、王岳、紅葉台、足和田山
- 湖沼：河口湖、西湖

## 歴史
- 1942年（昭和17年）7月8日 - 西湖村・長浜村が合併して発足。
- 1955年（昭和30年）4月10日 - 大嵐村と合併して足和田村が発足。同日西浜村廃止。